# Liga Mexicana de Béisbol 1951
La Temporada 1951 de la Liga Mexicana de Béisbol fue la edición número 27. Se mantienen los mismos 8 equipos de la campaña anterior. Sigue el sistema de competencia con un rol dividido en dos vueltas de 42 juegos cada una, el equipo ganador de la primera vuelta se enfrentaba al ganador de la segunda vuelta en una Serie Final para determinar al equipo campeón de la liga. 
Los Azules de Veracruz obtuvieron el cuarto campeonato de su historia al derrotar en 5 juegos a los Tuneros de San Luis. El mánager campeón fue Jorge Pasquel.

## Equipos participantes
| Liga Mexicana de Béisbol 1951 |           |                                  |                       |
| Equipo                        | Fundación | Ciudad                           | Estadio               |
| Azules de Veracruz            | 1940      | México, D. F.                    | Delta                 |
| Charros de Jalisco            | 1946      | Guadalajara, Jalisco             | Municipal             |
| Diablos Rojos del México      | 1940      | México, D. F.                    | Delta                 |
| Rojos del Águila de Veracruz  | 1903      | Veracruz, Veracruz               | Deportivo Veracruzano |
| Sultanes de Monterrey         | 1939      | Monterrey, Nuevo León            | Cuauhtémoc            |
| Tecolotes de Nuevo Laredo     | 1940      | Nuevo Laredo, Tamaulipas         | La Junta              |
| Tuneros de San Luis           | 1926      | San Luis Potosí, San Luis Potosí | 20 de Noviembre       |
| Unión Laguna de Torreón       | 1940      | Torreón, Coahuila                | Revolución            |

## Posiciones

### Primera Vuelta
| Liga Mexicana de Béisbol | Liga Mexicana de Béisbol | Liga Mexicana de Béisbol | Liga Mexicana de Béisbol | Liga Mexicana de Béisbol |
| Equipo                   | JG                       | JP                       | PCT                      | JV                       |
| ------------------------ | ------------------------ | ------------------------ | ------------------------ | ------------------------ |
| San Luis                 | 28                       | 14                       | .677                     | -                        |
| Águila                   | 24                       | 18                       | .571                     | 4.0                      |
| Monterrey                | 21                       | 21                       | .500                     | 7.0                      |
| Jalisco                  | 21                       | 21                       | .500                     | 7.0                      |
| México                   | 20                       | 22                       | .476                     | 8.0                      |
| Veracruz                 | 20                       | 22                       | .476                     | 8.0                      |
| Torreón                  | 19                       | 23                       | .452                     | 9.0                      |
| Nuevo Laredo             | 15                       | 27                       | .357                     | 13.0                     |

| Ganador de la Primera Vuelta |

### Segunda Vuelta
| Liga Mexicana de Béisbol | Liga Mexicana de Béisbol | Liga Mexicana de Béisbol | Liga Mexicana de Béisbol | Liga Mexicana de Béisbol |
| Equipo                   | JG                       | JP                       | PCT                      | JV                       |
| ------------------------ | ------------------------ | ------------------------ | ------------------------ | ------------------------ |
| Veracruz                 | 29                       | 13                       | .690                     | -                        |
| Torreón                  | 26                       | 16                       | .619                     | 3.0                      |
| Monterrey                | 25                       | 17                       | .595                     | 4.0                      |
| Nuevo Laredo             | 19                       | 23                       | .452                     | 10.0                     |
| Águila                   | 19                       | 23                       | .452                     | 10.0                     |
| Jalisco                  | 19                       | 23                       | .452                     | 10.0                     |
| México                   | 17                       | 25                       | .405                     | 12.0                     |
| San Luis                 | 14                       | 28                       | .333                     | 15.0                     |

| Ganador de la Segunda Vuelta |

## Juego de Estrellas
El Juego de Estrellas de la LMB se realizó el 4 de septiembre en el Parque Delta en México, D. F. La selección de Extranjeros se impuso a la selección de Mexicanos 6 carreras a 3 en un encuentro que se redujo a 5 entradas y un tercio.

## Designaciones
Se designó como novato del año a Fernando García de los Tuneros de San Luis.

## Acontecimientos relevantes
- 21 de marzo: Lino Donoso de los Rojos del Águila de Veracruz poncha a 18 bateadores de los Tecolotes de Nuevo Laredo, empatando récord.
- 22 de marzo: Se dio el primer juego televisado en el país.[2]
- Ángel Castro de los Azules de Veracruz se convierte en el tercer jugador en la historia de la liga en ganar la Triple Corona de bateo (Único mexicano en la historia del circuito en lograrlo), al terminar con .354 de porcentaje de bateo, 79 carreras producidas y 22 Home Runs.[3]